# Xavier Le Floch
Xavier Le Floch (Gourin, 11 de abril de 1973) es un deportista francés que compitió en triatlón. Ganó tres medallas en el Campeonato Mundial de Triatlón de Larga Distancia entre los años 2003 y 2007, y una medalla en el Campeonato Europeo de Triatlón de Larga Distancia de 2008.

## Palmarés internacional
| Campeonato Mundial | Campeonato Mundial     | Campeonato Mundial | Campeonato Mundial |
| Año                | Lugar                  | Medalla            | Prueba             |
| ------------------ | ---------------------- | ------------------ | ------------------ |
| 2003               | Ibiza (España)         | Medalla de bronce  | Individual         |
| 2005               | Fredericia (Dinamarca) | Medalla de bronce  | Individual         |
| 2007               | Lorient (Francia)      | Medalla de plata   | Individual         |
| Campeonato Europeo |                        |                    |                    |
| Año                | Lugar                  | Medalla            | Prueba             |
| 2008               | Gérardmer (Francia)    | Medalla de bronce  | Individual         |